# Yoann Touzghar
Yoann Touzghar (Avignone, 29 novembre 1986) è un ex calciatore tunisino con cittadinanza francese, di ruolo attaccante.

## Carriera
Ha cominciato la carriera nel Gresse in quinta serie, quindi ha giocato fra seconda e terza serie nell'Amiens e nel 2012 si trasferisce al Lens, con cui al termine della stagione 2013-2014 ottiene la promozione in Ligue 1.
Al termine della stagione, con il club retrocesso in Ligue 2, si trasferisce al Club Africain.

## Palmarès

### Club

#### Competizioni nazionali
- Campionato francese di seconda divisione: 1

Troyes: 2020-2021